# شهرستان اودنرد
شهرستان اودنرد (به فرانسوی: Oudenaarde) در استان فلاندری شرقی در منطقه فلاندری در کشور بلژیک واقع شده‌است.